# Xenotaenia resolanae
Xenotaenia resolanae – gatunek ryby z rodziny żyworódkowatych (Goodeidae), jedyny przedstawiciel rodzaju Xenotaenia.